# Domokos Péter (fizikus)
Domokos Péter (Budapest, 1970. március 1. –) Széchenyi-díjas magyar fizikus, kutató professzor, a HUN-REN Wigner Fizikai Kutatóközpont Szilárdtestfizikai és Optikai Intézetének korábbi igazgatója (2019-2024), az NKFIH Kutatási Kiválósági Tanács (KKT) elnöke, a Magyar Tudományos Akadémia rendes tagja.

## Tanulmányai
1989-1994 között az Eötvös Loránd Tudományegyetem fizika szakos hallgatója. 1994–1995 között a párizsi Pierre és Marie Curie Egyetem hallgatója, ahol DEA fokozatot (Diplôme d'études approfondies, doktorinak megfelelő francia tudományos fokozatot) szerzett. 1995–1998 között a Laboratoire Kastler Brossel de l’Ecole  Normale Supérieure kutatója, ahol PhD fokozatot szerzett.

## Szakmai tevékenysége
Szakterülete többek között az alábbi témakörökre terjed ki: atomok és molekulák lézeres hűtése és csapdázása, kvantumelekrodinamika rezonátorban, kvantumgázok, optikai mikrostruktúrák.
Doktori fokozatszerzése után, 1998–2000 között az MTA Szilárdtestfizikai és Optikai Intézetének (SZFI) munkatársa lett. 2000-ben posztdoktori ösztöndíjjal, később 2001-től Marie Curie-ösztöndíjjal az Innsbrucki Egyetem Elméleti Fizika Intézetében kutatott. 2003-tól ismét az SZFI tudományos munkatársa.
2007-ben védte meg akadémiai nagydoktori dolgozatát. Dolgozatának címe: A fény mechanikai hatása atomokra optikai rezonátorban
2011-ben Lendület ösztöndíjjal kutatócsoportot alapított kvantumoptika és statisztikus fizika témájában.
2013-ban az Magyar Tudományos Akadémia levelező tagjává választották. Székfoglaló előadásának címe: Kvantumzaj a fény-anyag kölcsönhatásban. 2019-ben az MTA rendes tagjává választották. Székfoglaló előadásának címe: Kritikus viselkedés atomok és fotonok erősen csatolt kvantumrendszereiben.
2017–2021-ig az MTA Wigner Fizikai Kutatóközpont vezetésével a magyar kvantumtechnológiai kutatásokat végzőket összefogó konzorcium, a HunQuTech kvantumtechnológiai projekt vezetője.
2019-től a Wigner Fizikai Kutatóközpont Szilárdtestfizikai és Optikai Intézetének igazgatója.
2020-tól a Kvantuminformatika Nemzeti Laboratórium fő koordinátora.
2024 október 1-től tölti be a Kutatási Kiválósági Tanács (KKT) elnöki tisztségét, egyúttal a Nemzeti Kutatási, Fejlesztési és Innovációs Hivatal (NKFIH) társelnöke lett.

## Családja
Szülei irodalmárok. Édesapja Domokos Mátyás irodalomkritikus, édesanyja Ács Margit író. Bátyja Domokos Mátyás matematikus.

## Díjai, elismerései
- Akadémiai Ifjúsági díj (1996)[2]
- A Közép-európai Tehetségkutató Alapítvány Akadémiai Talentum díja (2003)[2]
- Lendület ösztöndíj (2011–2016)
- Széchenyi-díj (2025)

## További információ
- A Budapesti Kvantumoptika Csoport | Domokos / Domokos Péter (holland nyelven). optics.szfki.kfki.hu. [2018. november 27-i dátummal az eredetiből archiválva]. (Hozzáférés: 2018. november 30.)
- Domokos  Péter | WIGNER Fizikai Kutatóközpont (magyar nyelven). wigner.hu. (Hozzáférés: 2024. szeptember 21.)